# Antonio Arráez
Antonio Arráez del Hoyo (1849-1891) fue un pintor español.

## Biografía
Nacido en 1849 en Madrid, fue discípulo de los estudios dependientes de la Real Academia de San Fernando, además de primer delineante del Cuerpo de Ingenieros de Caminos. Se conocen de su mano las siguientes obras: los Detalles del Palacio de la Alhambra, que pintó en 1848 para el álbum de un particular; otros trabajos de igual género, por los que en la Exposición Nacional de Bellas Artes de 1856 le fue adjudicada una mención honorífica; las Dos ventanas árabes, una de entrepaño liso y otra con guardapolvo, y la Portada del mismo género que figuraron en la Exposición de 1858, y otros trabajos de la misma índole que remitió a las Exposiciones nacionales de 1860 y 1862, a la de Londres de este último año y a la de Bayona en 1864, sobresaliendo especialmente el Interior de un salón árabe pintado a la acuarela. Finalmente, en la Exposición Nacional de 1881 presentó cinco interiores árabes. En 1887 presentó dos acuarelas que constituían un estudio de Interior de una salón árabe. Falleció el 29 de noviembre de 1891.